# سكانديتشي
سكانديتشي (Scandicci) مدينة إيطالية يقطنها 49.562 ساكن في مقاطعة فلورنسا بإقليم توسكانا، تبعد حوالي 6 كيلومترات إلى الجنوب الغربي من مدينة فلورنسا.

## السكان
في سنة 1861 بلغ عدد السكان 8٬952 نسمة، وتطور العدد ليصل في سنة 2011 لـ 49٬765 نسمة.
يظهر هذا المخطط البياني تطور النمو السكاني لـ سكانديتشي

## التاريخ
وجدت بالفعل بعض المستوطنات الصغيرة في العصر الروماني (الذين تركوا نحو خمسين موقعاً أثريا) في الوثائق الرسمية ظهرت سكانديتشي لأول مرة في سنة 1774 عند أسس الإصلاح الليوبولدي مجتمع «كازيلينا وتوري» (اسم سكانديتشي القديم) بتوحيد عدد كبير من التجمعات الصغيرة. توسعت أراضي البلدة في السنوات اللاحقة بضم تجمعات أخرى، ولكنها ظلت بلدة صغيرة حتى ستينات القرن الماضي حين شهدت موجة هجرة حقيقية (خصوصاً من فلورنسا ومن ريف المقاطعة وأجزاء أخرى من توسكانا)، فازداد عدد سكانها إلى ثلاثة أمثاله في أقل من 10 سنوات.
كنتيجة تاريخية للاندماج مختلف الأحياء، فإن وسط المدينة اليوم يمثل التكتل الرباعي المغلق الوحيد، فمن الشمال والشرق فلورنسا، وإلى الغرب مسار الطريق السريع A1 وإلى الجنوب تلة سكانديتشي العليا. سيعاد تخطيط وسط سكانديتشي في السنوات القادمة وفق تصميم حضري جديد، يضم في طيّاته مشروعين للأشغال العامة على جانب كبير من الأهمية وهما والحارة الثالثة على الطريق السريع ؛ مشاريع للبنية التحتية كهذه سوف تغير شكل المدينة وستوطد علاقتها مع فلورنسا القريبة.

## توأمة
لسكانديتشي اتفاقيات توأمة مع كل من:
- بانتان
- فرانكفورت
- سراييفو